# Nicholas D'Agosto
Nicholas D'Agosto (* 17. duben 1980, Omaha, USA) je americký herec.

## Počátky
Narodil se v Omaze rodičům Deanně a Alanovi D'Agostovým jako prostřední z pěti dětí. Dále má dva starší bratry (Pat a Andy) a dvě mladší sestry (Katie a Julie).
Studoval na Creighton Prep a Marquette University v Milwaukee.

## Kariéra
Před kamerou se poprvé objevil v roce 1999 ve filmu Kdo s koho s Matthew Broderickem a Reese Whiterspoon. V USA i Českým divákům může být znám především ze seriálu Hrdinové, kde v 9 epizodách vytvořil úlohu Westa Rosena.
Objevil se také v seriálech Dr. House, Beze stopy či Lovci duchů. Našim divákům může být znám také z filmů Opravdu děsná plážová party nebo Loudilové.

## Filmografie
- 1999 Kdo s koho
- 2000 Opravdu děsná plážová party
- 2003 Kauzy z Bostonu (TV seriál), Pohotovost (TV seriál)
- 2004 Cracking Up (TV seriál), Odpočívej v pokoji (TV seriál), Odložené případy (TV seriál)
- 2005 Just custody (TV film), Dr. House (TV seriál), Lovci duchů (TV seriál)
- 2006 Orpheus (TV film), Related (TV seriál), Inside, Beze stopy (TV seriál), Big Day (TV seriál)
- 2007 The Rich Inner Life of Penelope Cloud (TV film), Rocket Science, Drive Thru, LA Blues, Kancl (TV seriál), Hrdinové (TV seriál)
- 2008 Extreme Movie
- 2009 Untitled Family Pilot (TV film), Loudilové
- 2010 Dirty Girl
- 2011 Dámičky v sekáči (TV Film), From Prada To Nada